# Tooele megye
Tooele megye az Amerikai Egyesült Államokban, azon belül Utah államban található. Megyeszékhelye és legnagyobb városa Tooele. Lakosainak száma 72 698 fő (2020. április 1.). Tooele megye Box Elder, Weber, Davis, Salt Lake, Utah, Juab, White Pine és Elko megyékkel határos.

## Népesség
A megye népességének változása:
| Lakosok száma | 58 498 | 59 247 | 59 874 | 60 762 | 62 952 | 72 698 |
|               | 2010   | 2011   | 2012   | 2013   | 2015   | 2020   |